# СССР на зимних Олимпийских играх 1964
Команду СССР, выступившую на зимних Олимпийских играх 1964 года, составили 69 спортсменов из 19 городов и населённых пунктов четырёх союзных республик. Представители сборной Советского Союза участвовали во всех видах олимпийской программы, кроме одиночного фигурного катания на коньках, санного спорта и бобслея. Спортсмены завоевали 25 медалей (11 золотых, 8 серебряных и 6 бронзовых), набрав 162 очка в неофициальном командном зачёте и оторвавшись на 72,5 очков от команды Норвегии (89,5 очков), занявшей второе место.
Хорошо выступили советские конькобежцы, принёсшие в копилку сборной 5 золотых медалей и 12 в общей сложности, что составило половину от всех выигранных наград. Известная спортсменка Лидия Скобликова добилась впечатляющего результата, завоевав 4 золотые медали из 4 возможных. Также абсолютной олимпийской чемпионкой Иннсбрука стала выдающаяся советская лыжница Клавдия Боярских, выигравшая 3 золота из 3 возможных. Впервые в истории олимпийской сборной СССР было завоёвано золото в биатлоне и фигурном катании, во второй раз золото выиграли хоккеисты. А в северном двоеборье советский спортсмен Николай Киселёв взял серебро, что является высшим достижением советской школы двоеборья на олимпийских играх.

## Медалисты
| Медаль             | Спортсмен | Вид спорта         | Дисциплина                  |
| ------------------ | --- | ------------------ | --------------------------- |
| Золото             | Владимир Меланьин | Биатлон            | Мужчины, гонка 20 км        |
| Золото             | Клавдия Боярских | Лыжные гонки       | Женщины, гонка 5 км         |
| Золото             | Клавдия Боярских | Лыжные гонки       | Женщины, гонка 10 км        |
| Золото             | Алевтина Колчина Евдокия Мекшило Клавдия Боярских | Лыжные гонки       | Женщины, эстафета 3 х 5 км  |
| Золото             | Антс Антсон | Конькобежный спорт | Мужчины, 1500 м             |
| Золото             | Лидия Скобликова | Конькобежный спорт | Женщины, 500 м              |
| Золото             | Лидия Скобликова | Конькобежный спорт | Женщины, 1000 м             |
| Золото             | Лидия Скобликова | Конькобежный спорт | Женщины, 1500 м             |
| Золото             | Лидия Скобликова | Конькобежный спорт | Женщины, 3000 м             |
| Золото             | Людмила Белоусова Олег Протопопов | Фигурное катание   | Парное катание              |
| Золото             | Сборная СССР по хоккею с шайбой \| Виктор Коноваленко \| Борис Зайцев \| \| Александр Рагулин \| Эдуард Иванов \| \| Виталий Давыдов \| Виктор Кузькин \| \| Олег Зайцев \| Константин Локтев \| \| Александр Альметов \| Вениамин Александров \| \| Евгений Майоров \| Вячеслав Старшинов \| \| Борис Майоров \| Леонид Волков \| \| Виктор Якушев \| Анатолий Фирсов \| \| Станислав Петухов \| \| | Хоккей с шайбой    | Мужчины                     |
| Серебро            | Александр Привалов | Биатлон            | Мужчины, гонка 20 км        |
| Серебро            | Николай Киселёв | Лыжное двоеборье   | Мужчины, северное двоеборье |
| Серебро            | Евдокия Мекшило | Лыжные гонки       | Женщины, гонка 10 км        |
| Серебро            | Евгений Гришин | Конькобежный спорт | Мужчины, 500 м              |
| Серебро            | Владимир Орлов | Конькобежный спорт | Мужчины, 500 м              |
| Серебро            | Ирина Егорова | Конькобежный спорт | Женщины, 500 м              |
| Серебро            | Ирина Егорова | Конькобежный спорт | Женщины, 1000 м             |
| Серебро            | Валентина Стенина | Конькобежный спорт | Женщины, 3000 м             |
| Бронза             | Игорь Ворончихин | Лыжные гонки       | Мужчины, гонка 30 км        |
| Бронза             | Иван Утробин Геннадий Ваганов Игорь Ворончихин Павел Колчин | Лыжные гонки       | Мужчины, эстафета 4 х 10 км |
| Бронза             | Алевтина Колчина | Лыжные гонки       | Женщины, гонка 5 км         |
| Бронза             | Мария Гусакова | Лыжные гонки       | Женщины, гонка 10 км        |
| Бронза             | Татьяна Сидорова | Конькобежный спорт | Женщины, 500 м              |
| Бронза             | Берта Колокольцева | Конькобежный спорт | Женщины, 1500 м             |
| Виктор Коноваленко | Борис Зайцев |                    |                             |
| Александр Рагулин  | Эдуард Иванов |                    |                             |
| Виталий Давыдов    | Виктор Кузькин |                    |                             |
| Олег Зайцев        | Константин Локтев |                    |                             |
| Александр Альметов | Вениамин Александров |                    |                             |
| Евгений Майоров    | Вячеслав Старшинов |                    |                             |
| Борис Майоров      | Леонид Волков |                    |                             |
| Виктор Якушев      | Анатолий Фирсов |                    |                             |
| Станислав Петухов  | |                    |                             |

## Медали по видам спорта
| Спорт              | Золото | Серебро | Бронза | Всего |
| ------------------ | ------ | ------- | ------ | ----- |
| Конькобежный спорт | 5      | 5       | 2      | 12    |
| Лыжные гонки       | 3      | 1       | 4      | 8     |
| Биатлон            | 1      | 1       | 0      | 2     |
| Фигурное катание   | 1      | 0       | 0      | 1     |
| Хоккей с шайбой    | 1      | 0       | 0      | 1     |
| Лыжное двоеборье   | 0      | 1       | 0      | 1     |

## Состав и результаты олимпийской сборной СССР

### Хоккей
Спортсменов — 17
Мужчины
Состав команды
| №              | Имя                  | Клуб             | Дата рождения   | Возраст | Игр     | Шайб    | Передач |
| Вратари        | Вратари              | Вратари          | Вратари         | Вратари | Вратари | Вратари | Вратари |
| -------------- | -------------------- | ---------------- | --------------- | ------- | ------- | ------- | ------- |
| 1              | Виктор Коноваленко   | Торпедо Горький  | 11 марта 1938   | 25      | 7       | -11     |         |
| 17             | Борис Зайцев         | Динамо Москва    | 3 апреля 1939   | 24      | 3       | -1      |         |
| Защитники      |                      |                  |                 |         |         |         |         |
| 2              | Виталий Давыдов      | Динамо Москва    | 3 апреля 1939   | 24      | 7       | 1       | 1       |
| 3              | Эдуард Иванов        | ЦСКА             | 25 апреля 1938  | 25      | 8       | 6       | 1       |
| 4              | Александр Рагулин    | ЦСКА             | 5 мая 1941      | 22      | 8       | 3       | 6       |
| 5              | Виктор Кузькин       | ЦСКА             | 6 июля 1940     | 23      | 8       | 2       | 3       |
| 6              | Олег Зайцев          | ЦСКА             | 4 марта 1939    | 24      | 4       | 0       | 3       |
| Нападающие     |                      |                  |                 |         |         |         |         |
| 7              | Константин Локтев    | ЦСКА             | 16 апреля 1933  | 30      | 8       | 6       | 9       |
| 8              | Вениамин Александров | ЦСКА             | 18 апреля 1937  | 26      | 8       | 7       | 4       |
| 9              | Александр Альметов   | ЦСКА             | 18 января 1940  | 24      | 8       | 5       | 4       |
| 10             | Виктор Якушев        | Локомотив Москва | 16 ноября 1937  | 26      | 8       | 9       | 4       |
| 11             | Вячеслав Старшинов   | Спартак Москва   | 6 мая 1940      | 23      | 8       | 8       | 3       |
| 12             | Борис Майоров        | Спартак Москва   | 11 февраля 1938 | 25      | 8       | 5       | 5       |
| 13             | Анатолий Фирсов      | ЦСКА             | 1 февраля 1941  | 22      | 8       | 6       | 3       |
| 14             | Евгений Майоров      | Спартак Москва   | 11 февраля 1938 | 25      | 6       | 5       | 2       |
| 15             | Леонид Волков        | ЦСКА             | 9 декабря 1934  | 29      | 8       | 6       | 4       |
| 16             | Станислав Петухов    | Динамо Москва    | 19 августа 1937 | 26      | 6       | 4       | 1       |
| Главный тренер |                      |                  |                 |         |         |         |         |
| Флаг СССР      | Аркадий Чернышёв     | Аркадий Чернышёв | 16 марта 1914   | 49      |         |         |         |

Результаты
Предварительный раунд
| 28 января 1964 | \| СССР \| 19:1 (8:0, 6:0, 5:1) \| Венгрия \| | Инсбрук |
| СССР           | 19:1 (8:0, 6:0, 5:1)                          | Венгрия |

Финальный раунд
| М | Команда      | И | В | Н | П | Ш     | ±Ш  | О  |
| - | ------------ | - | - | - | - | ----- | --- | -- |
| 1 | СССР         | 7 | 7 | 0 | 0 | 54:10 | +44 | 14 |
| 2 | Швеция       | 7 | 5 | 0 | 2 | 47:16 | +31 | 10 |
| 3 | Чехословакия | 7 | 5 | 0 | 2 | 38:19 | +19 | 10 |
| 4 | Канада       | 7 | 5 | 0 | 2 | 32:17 | +15 | 10 |
| 5 | США          | 7 | 2 | 0 | 5 | 29:33 | -4  | 4  |
| 6 | Финляндия    | 7 | 2 | 0 | 5 | 10:31 | −21 | 4  |
| 7 | ФРГ          | 7 | 2 | 0 | 5 | 13:49 | −36 | 4  |
| 8 | Швейцария    | 7 | 0 | 0 | 7 | 9:57  | −48 | 0  |

| 29 января 1964 | \| СССР \| 5:1 (1:0, 3:0, 1:1) \| США \| | Инсбрук |
| СССР           | 5:1 (1:0, 3:0, 1:1)                      | США     |

| 31 января 1964 | \| СССР \| 7:5 (4:0, 1:3, 2:2) \| Чехословакия \| | Инсбрук      |
| СССР           | 7:5 (4:0, 1:3, 2:2)                               | Чехословакия |

| 1 февраля 1964 | \| СССР \| 15:0 (7:0, 3:0, 5:0) \| Швейцария \| | Инсбрук   |
| СССР           | 15:0 (7:0, 3:0, 5:0)                            | Швейцария |

| 4 февраля 1964 | \| СССР \| 10:0 (2:0, 4:0, 4:0) \| Финляндия \| | Инсбрук   |
| СССР           | 10:0 (2:0, 4:0, 4:0)                            | Финляндия |

| 5 февраля 1964 | \| СССР \| 10:0 (2:0, 5:0, 3:0) \| ФРГ \| | Инсбрук |
| СССР           | 10:0 (2:0, 5:0, 3:0)                      | ФРГ     |

| 7 февраля 1964 | \| СССР \| 4:2 (1:1, 1:0, 2:1) \| Швеция \| | Инсбрук |
| СССР           | 4:2 (1:1, 1:0, 2:1)                         | Швеция  |

| 8 февраля 1964 | \| СССР \| 3:2 (0:1, 2:1, 1:0) \| Канада \| | Инсбрук |
| СССР           | 3:2 (0:1, 2:1, 1:0)                         | Канада  |